# Eukiefferiella
Eukiefferiella is een muggengeslacht uit de familie van de Dansmuggen (Chironomidae).

## Soorten
- E. ancyla Svensson, 1986
- E. bedmari Vilchez-Quero & Laville, 1987
- E. boevrensis Brundin, 1956
- E. brehmi Gowin, 1943
- E. brevicalcar (Kieffer, 1911)
- E. brevinervis (Malloch, 1915)
- E. claripennis (Lundbeck, 1898)
- E. clypeata (Thienemann, 1919)
- E. coerulescens (Kieffer, 1926)
- E. cyanea Thienemann, 1936
- E. devonica (Edwards, 1929)
- E. dittmari Lehmann, 1972
- E. fittkaui Lehmann, 1972
- E. fuldensis Lehmann, 1972
- E. gracei (Edwards, 1929)
- E. ilkleyensis (Edwards, 1929)

- E. lobifera Goetghebuer, 1934
- E. minor (Edwards, 1929)
- E. mirabilis Serra-Tosio, 1984
- E. pseudomontana Goetghebuer, 1935
- E. similis Goetghebuer, 1939
- E. tirolensis Goetghebuer, 1938
- E. unicalcar (Saether, 1969)